# Boľ
Boľ (Hongaars: Boly) is een Slowaakse gemeente in de regio Košice, en maakt deel uit van het district Trebišov.
Boľ telt 694 inwoners. Een ruime meerderheid van de bevolking is etnisch Hongaars. Tot 1920 behoorde de gemeente tot Hongarije.